# 대한민국 형법 제60조
대한민국 형법 제60조는 선고유예의 효과에 대한 형법총칙의 조문이다.

## 조문
제60조(선고유예의 효과) 형의 선고유예를 받은 날로부터 2년을 경과한 때에는 면소된 것으로 간주한다.
第60條(宣告猶豫의 效果) 刑의 宣告猶豫를 받은 날로부터 2年을 經過한 때에는 免訴된 것으로 看做한다.

## 참고 문헌
- 신이철, 형법총론, 경찰승진연구회, 2005. ISBN 9788988777886
- 조현욱, 형법총론강의, 진원사, 2008 ISBN 9788990904621
- 손동권, 형법총론, 栗谷出版社, 2011. ISBN 9788991830936